# Wiktor Jędrzejec
Wiktor Andrzej Jędrzejec (ur. 8 lipca 1961 w Przeworsku. zm. 21 lipca 2019 w Warszawie) – polski grafik i pedagog, profesor sztuk plastycznych, profesor zwyczajny i prorektor Akademii Sztuk Pięknych w Warszawie (2005–2009 i 2016–2019). Zajmował się grafiką użytkową, warsztatową i rysunkiem.

## Życiorys

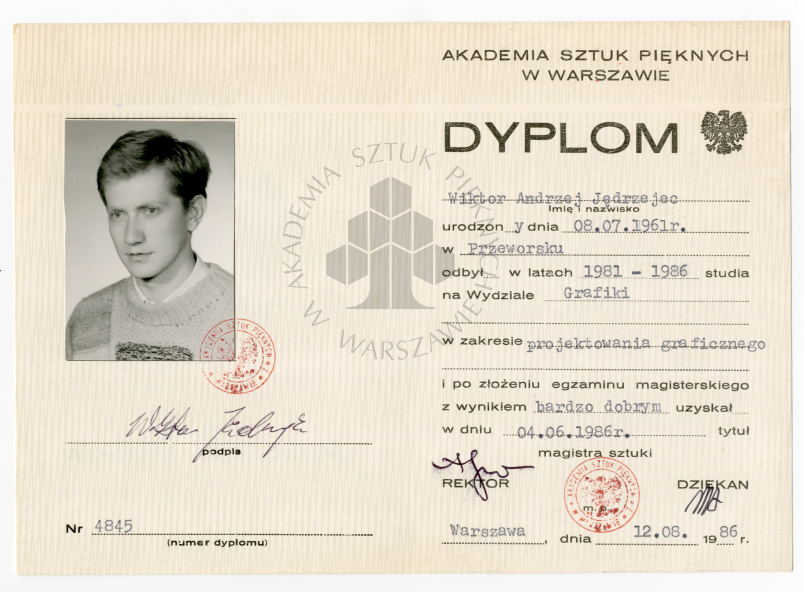
Dyplom ukończenia studiów przez Wiktora Jędrzejca

Syn Mariana i Ireny. Odbył naukę w Państwowym Liceum Sztuk Plastycznych im. Stanisława Wyspiańskiego w Jarosławiu. W latach 1981–1986 studiował na Wydziale Grafiki ASP w Warszawie, dyplom uzyskał w pracowni prof. Macieja Urbańca, zaś aneksy do dyplomu w pracowni prof. Janusza Przybylskiego i prof. Haliny Chrostowskiej-Piotrowicz. Został asystentem w Pracowni Kompleksowego Projektowania Reklamy prof. Tadeusza Jodłowskiego. W latach 1995–1999 był zatrudniony na stanowisku adiunkta w Pracowni Projektowania Plakatu prof. Waldemara Świerzego. Od 1999 prowadził w Wydziale Grafiki Pracownię Kompozycji Brył i Płaszczyzn, a od 2004 Pracownię Podstaw Projektowania Książki. W latach 2002–2005 był prodziekanem Wydziału Grafiki ASP a w latach 2005–2009 i 2016–2019 prorektorem tej uczelni. W latach 2009–2016 był w Ministerstwie Kultury i Dziedzictwa Narodowego dyrektorem Departamentu Szkolnictwa Artystycznego i Edukacji Kulturalnej.

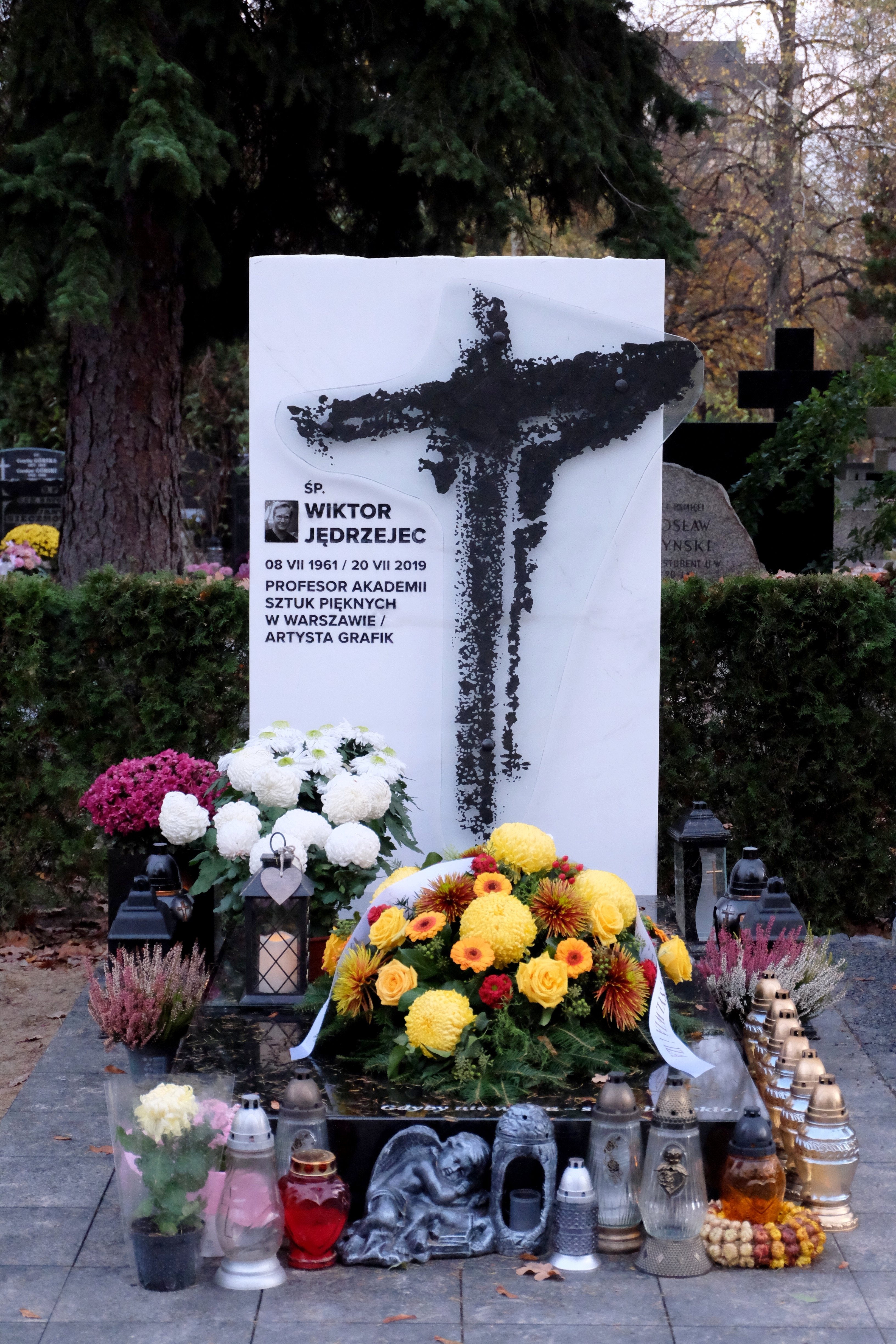
Grób Wiktora Jędrzejca na Cmentarzu Wojskowym na Powązkach w Warszawie

Był grafikiem w wielu wydawnictwach i czasopismach, m.in. w Państwowym Instytucie Wydawniczym. Współpracował z Telewizją Polską.
W 2009 uzyskał tytuł naukowy profesora sztuk plastycznych.
Został profesorem zwyczajnym w Katedrze Multimediów Wydziału Grafiki Akademii Sztuk Pięknych w Warszawie. Wcześniej był zatrudniony w Katedrze Projektowania Graficznego Wydziału Grafiki warszawskiej ASP.
Zmarł 20 lipca 2019 w Warszawie w wieku 58 lat. 25 lipca 2019 został pochowany w Alei Zasłużonych na Cmentarzu Wojskowym na Powązkach (kwatera G-tuje-46).